# Station Wuhletal
Wuhletal is een station van de metro en de S-Bahn van Berlijn in het oostelijke stadsdeel Kaulsdorf. Station Wuhletal ligt in het gelijknamige parklandschap in het dal van riviertje de Wuhle, aan de rand van een Plattenbauwijk en nabij een groot ziekenhuiscomplex en enkele begraafplaatsen. Het station werd geopend op 1 juli 1989 en wordt bediend door de S-Bahnlijn naar Strausberg (S5) en metrolijn U5. Wuhletal is het enige station in Berlijn waar metro en S-Bahn aan hetzelfde perron stoppen.
Het op een spoordijk gelegen station werd speciaal aangelegd als overstappunt tussen een nieuwe metrolijn naar Hellersdorf en een reeds bestaande S-Bahnlijn. De metrosporen werden tussen die van de S-Bahn gelegd, waardoor er in gelijke richting een cross-platform-overstap mogelijk is. Aan beide zijden van het station kruist de metrolijn de sporen van de S-Bahn en de parallel daaraan lopende hoofdspoorlijn onderlangs. Aan de oostzijde wordt deze ondergrondse kruising gevolgd door een tunneltracé dat doorloopt tot station Kaulsdorf-Nord. Ten behoeve van het aanleveren van nieuw metromaterieel werd bij station Wuhletal een verbindingsspoor met de hoofdlijn van de Oost-Duitse spoorwegen aangelegd.

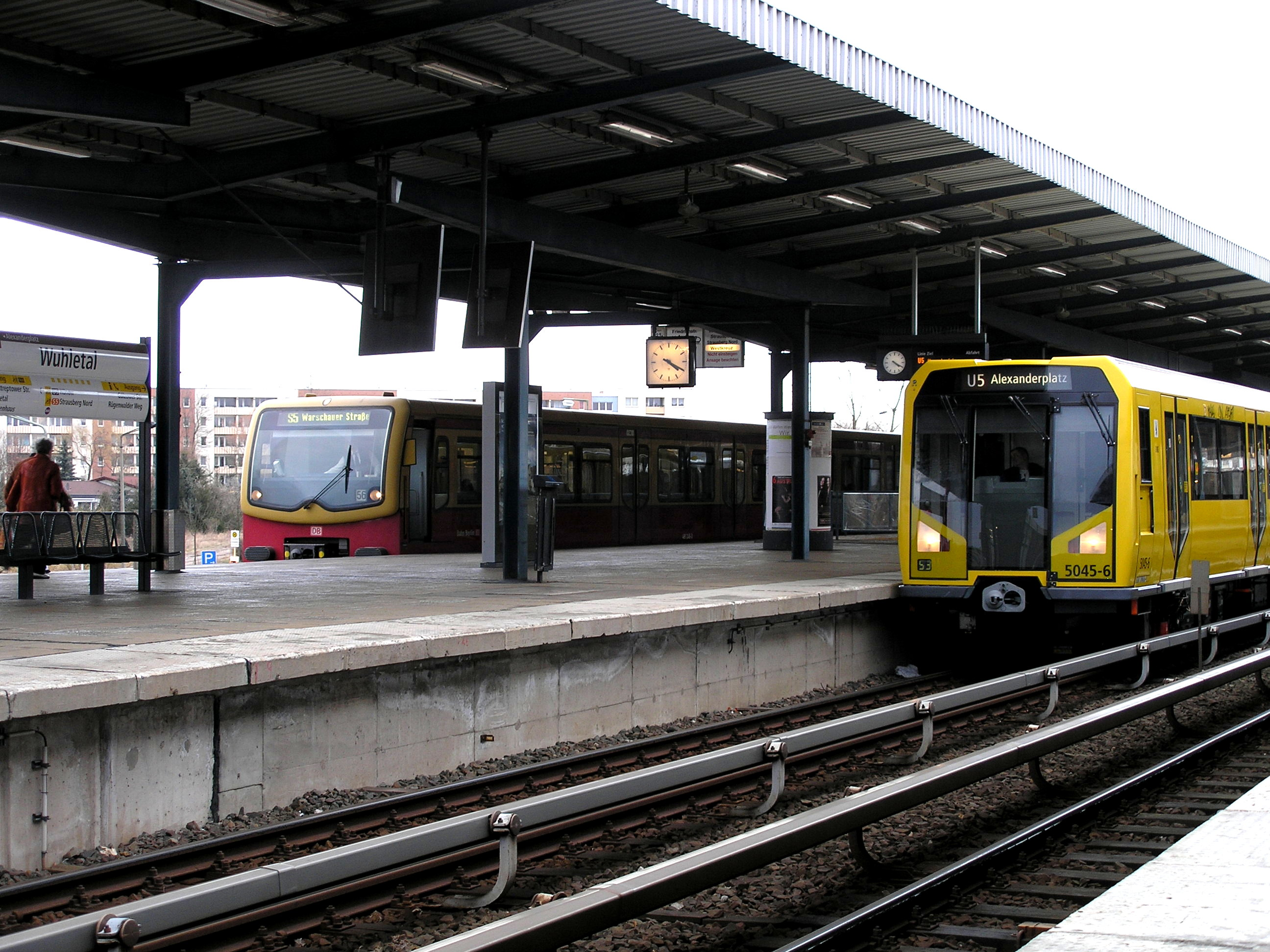
Metro en S-Bahn zij aan zij

Aan de uiteinden van de overkapte eilandperrons leiden trappen en een hellingbaan naar de uitgangen op het voorplein langs de Altentreptower Straße. Zoals alle stations aan de in de jaren 1988-89 geopende verlenging van de U5 werd Wuhletal ontworpen door het Entwurfs- und Vermessungsbetrieb der Deutschen Reichsbahn ("Ontwerp- en Kadasterdienst van de DR") en kreeg het een zuiver functioneel uiterlijk.